# 達爾朗·蘇沙
達爾朗·費雷拉·蘇沙（葡萄牙語：Darlan Ferreira Souza，2002年6月24日—）是一名巴西男子排球運動員，效力於巴西國家男子排球隊。他曾代表巴西參加2022年世界男子排球錦標賽，並贏得一枚銅牌。他已經成為巴西隊的頂尖球員和領導者。

## 俱樂部
| 年份      | 俱樂部         |
| --------- | -------------- |
| 2017—2018 | 富明尼斯足球會 |
| 2018—至今 | Sesi-Bauru     |

## 外部連結
- Volleybox.net Profile （页面存档备份，存于）
- FIVB 2019 Profile （页面存档备份，存于）